# Dawid Ogrodnik
Dawid Ogrodnik (sinh ngày 28 tháng 5 năm 1986 tại Wągrowiec) là một diễn viên người Ba Lan.

## Tiểu sử
Dawid Ogrodnik tốt nghiệp Học viện Nghệ thuật Sân khấu Quốc gia AST ở Kraków vào năm 2012.
Dawid Ogrodnik giành được rất nhiều giải thưởng và đề cử quan trọng. Trong đó, nổi bật nhất là hai lần nhận Giải thưởng Sư tử vàng ở hạng mục Nam chính xuất sắc nhất tại Liên hoan phim Gdynia (2017, 2019) và hai lần chiến thắng Giải thưởng Đại bàng ở hạng mục Nam chính xuất sắc nhất (2014, 2018).

## Thành tích nghệ thuật
| Năm  | Tựa đề                     | Vai diễn                       | Đạo diễn           |
| ---- | -------------------------- | ------------------------------ | ------------------ |
| 2007 | Detektywi                  |                                | Jacek Januszyk     |
| 2008 | Żołnierze wyklęci          | Kania (tập 3)                  | Joanna Maro        |
| 2009 | Majka                      | Krzysztof Pakoca               | Sławomir Pstrong   |
| 2010 | Cisza                      | Grzesiek                       | Sławomir Pstrong   |
| 2012 | Prawo Agaty                | Dawid Kowal (tập 13)           | Patrick Yoka       |
| 2012 | Jesteś Bogiem              | Sebastian „Rahim” Salbert      | Leszek Dawid       |
| 2013 | Ida                        | „Lis” - nghệ sĩ chơi saxophone | Paweł Pawlikowski  |
| 2013 | Chce się żyć               | Mateusz Rosiński               | Maciej Pieprzyca   |
| 2013 | Szukam reżysera            |                                | Tomasz Jurkiewicz  |
| 2014 | Obietnica                  | Daniel                         | Anna Kazejak       |
| 2015 | Ojciec                     |                                | Artur Urbański     |
| 2015 | Disco polo                 | Tomek                          | Maciek Bochniak    |
| 2015 | 11 minut                   |                                | Jerzy Skolimowski  |
| 2016 | Ostatnia rodzina           | Tomasz Beksiński               | Jan P. Matuszyński |
| 2016 | O grande crico mistico     | Ludwig                         | Carlos Diegues     |
| 2017 | Cicha noc                  | Adam                           | Piotr Domalewski   |
| 2018 | Rojst                      | Piotr Zarzycki                 | Jan Holoubek       |
| 2019 | Ciemno, prawie noc         | Marek                          | Borys Lankosz      |
| 2019 | Ikar. Legenda Mietka Kosza | Mieczysław Kosz                | Maciej Pieprzyca   |
| 2020 | Broad Peak                 | Adam Bielecki                  | Leszek Dawid       |